# Arthur et les Incollables
Arthur et les Incollables est une émission de télévision française présentée par Arthur et diffusée sur TF1 le samedi en première partie de soirée vers 20 h 45 à partir du 29 janvier 2011.
Une autre émission a été diffusée le 18 juin 2011.

## Règles
Ce divertissement propose de trouver l'origine méconnue de mots comme "barbecue", "kangourou"... et d'expressions courantes comme "sucrer les fraises", "mettre sa main au feu", "prendre son pied"...Les réponses sont suggérées par deux équipes de quatre personnalités. Arthur donne également les réponses amusantes recueillies grâce à des micro-trottoirs. À tout moment, il peut solliciter le public pour lui demander de désigner, au moyen de boîtiers électroniques, le meilleur ou le moins bon des joueurs, voire le cancre de la soirée.

### Duels
Plusieurs duels sont présents dans toute l'émission. Ils défient une personnalité de chaque équipe, avec des questions d'un thème, changeant à chaque duel. Environ cinq questions sont posées, la personne ayant bien répondu marque un point. La personne ayant le plus de points remportés lors du duel fait gagner un point à son équipe.

### La fausse réponse
À la fin de l'émission, Arthur dit que l'une des dix réponses aux questions (hors les duels) est totalement fausse. Les équipes doivent trouver la question/réponse concernée. Celle(s) qui l'ont/l'a trouvé rapporte(nt) deux points à son équipe.

## Émission du 29 janvier 2011

### Invités

#### Équipe 1
- Liane Foly
- Catherine Laborde
- Ary Abittan
- Patrick Bosso

#### Équipe 2
- Véronique Genest
- Ramzy
- Michel Boujenah
- Virginie Hocq

#### Gagnants
- Victoire de l'équipe de Michel Boujenah

## Émission du 18 juin 2011

### Invités

#### Équipe 1
- Laurent Ruquier
- Anthony Kavanagh
- Jérôme Commandeur
- Claudia Tagbo

#### Équipe 2
- Christine Bravo
- Grégoire
- Mustapha El Atrassi
- Ary Abittan

#### Gagnants
Victoire de l'équipe de Christine Bravo

## Audimat
| N° | Jour            | Heure         | Téléspectateurs | Parts de Marché sur les 4 ans et plus | Référence |
| -- | --------------- | ------------- | --------------- | ------------------------------------- | --------- |
| 1  | 29 janvier 2011 | 20h45 - 23h15 | 4 100 000       | 21 %                                  | [ 1 ]     |
| 2  | 18 juin 2011    | 20h50 - 23h20 | 3 200 000       | 17 %                                  | [ 2 ]     |

Légende
Les plus hauts chiffres d'audience
Les plus bas chiffres d'audience